# Euprosopia rete
Euprosopia rete är en tvåvingeart som beskrevs av Mcalpine 1973. Euprosopia rete ingår i släktet Euprosopia och familjen bredmunsflugor. Inga underarter finns listade i Catalogue of Life.